# 六都爭霸
《六都爭霸》，是臺灣漫畫家韋宗成的一部漫畫作品，以2014年六都選舉為背景，為韋宗成繼《馬皇降臨》、《五都爭霸》後，第三部以臺灣選舉為主題的漫畫，但與《馬皇降臨》、《五都爭霸》相比，本作對於政治的著墨較少，而是多了六都地方生活與人文風情的描寫。主要內容以短篇的四格漫畫呈現，部分內容則已先行於網路連載。
2022年12月，以2022年中華民國直轄市長及縣市長選舉為主軸的續集《六都爭霸2022》出版。2022的續集劇情內容著重於2019年起爆發的嚴重特殊傳染性肺炎臺灣疫情，從2019年直至2022年疫情結合選戰的過程。

## 簡介
《六都爭霸》就是臺灣縣市的土地精靈變身為人，並擁有魅惑人心的能力。
藍綠兩方人馬為了爭奪他們而進行決鬥的故事。在作品中，臺灣的「六都」擬人化為可愛的土地精靈角色，藍綠領導人馬英九與蔡英文則是化身成「櫻玖」、「櫻文」兩名少女，而六都的候選人則以各類珍奇異獸登場。書中將透過各個角色來介紹各地特色，並對不少政治時事進行消遣、揶揄。

## 故事情節
本作可大略分為《生活篇》與《爭霸篇》，生活篇為四格漫畫，以土地精靈的日常生活為主軸，透過六都精靈的生活與互動來演繹各地特色與文化差別，爭霸篇中則為櫻玖、櫻文帶領藍綠政客怪獸，為了奪取土地精靈而各出奇招進行決鬥。
《爭霸篇》雖為本作主線，但整體來說，《生活篇》佔本書的篇幅較多，而藍綠怪獸也偶爾會在生活篇中串場。

## 登場角色

### 六都精靈
本作的主角，本作中台灣的六大直轄市以擬人的土地精靈登場，傳說中六都精靈擁有魅惑人心的能力，因此成為藍綠人馬的爭奪目標。
臺北市 （♂）
西裝筆挺的時尚少年，喜歡流行的事物，家中的設備是縣市中最豪華的。
新北市 （♀）
賢慧的貓尾虎耳少女，喜歡作各種手工。
時常和臺北市被他人誤會是一對情侶，雖然本人極力否認，但其實對臺北市抱持著特殊的感情。
桃園市 （♀）
身著客家服飾的少女，工作勤奮且節儉。
時常與高雄市鬥嘴。
臺中市 （♀）
沉默文靜的小女生，不過書包裡裝著許多槍械。
身手高強，且非常會記仇，似乎曾把不少人打倒後變成海邊的消波塊。
臺南市 （♀）
穿著古裝的美少女，喜歡古老的事物及歷史故事，擅長烹飪。
討厭魔都上海，另一方面對大澤賴神一見鍾情。
高雄市 （♂）
充滿活力的少年，說話直來直往，擅長運動。
身高為六都之冠，吃東西喜歡重口味。

### 縣市精靈
除了六都外，台灣的其他縣市均在本作中擬人化登場，不過登場次數較少。此外，角色的設定也比六都的年齡來的較小。
基隆
穿著雨衣的小女生，家中有海港。
宜蘭
著噶瑪蘭族服飾的女孩。
新竹
桃園的妹妹，著客家服飾，擅長修理電腦。
苗栗
桃園的妹妹，著客家服飾，家中有草莓園。
彰化
女生，原本和雲林是小太妹二人組，家中有大佛像與扇形車庫。
南投
戴著黑熊帽的女生，住在山中，認為自己才是台灣的「內地」。
雲林
女生，常被誤認為是小太妹，喜歡布袋戲。
嘉義
女生，喜歡種植蘭花，擅長作火雞肉飯。
屏東
高雄的妹妹，長髮著洋裝的少女，家中有海生館。
花蓮
著阿美族服飾的少女，身高是縣市中最高。
台東
著魯凱族服飾的少年，被花蓮稱作鄉下人。
澎湖
女生，住家在離島須乘船前往，家中的海水很美。
金門
著軍裝的女孩，曾用共軍的砲彈製作菜刀。
馬祖
著軍裝的女孩，身形比其他縣市更嬌小。真名叫作連江。

### 來自中國大陸的土地精靈
上海
衣裝高檔的男性，愛亂花錢的習慣讓北京很頭痛，雖然總認為自己最現代時髦，但會在其他地方的景點胡亂題字，甚至有時還會隨地大小便。續篇中與河南一起圍觀生病就醫的武漢。
有受虐癖的傾向。
北京
為中國大陸土地精靈們的領袖，穿著解放軍軍裝的男性，手上掛著黨中央字樣的臂章，時常訓斥上海別亂花錢，對其他城市的精靈因為有錢就改變極大的情況感到頭痛。
廣東
男性，外表長的像美國黑人。
東莞
女性，穿著暴露的SM女郎（影射東莞是性愛都市）。
武漢
女性，戴著包包頭的漢服少女，續篇中因為感染疫情而首先倒下送醫。
河南
女性，留著妹妹頭，穿著星星圖案的T恤，續篇中與上海討論武漢的病情。

### 藍綠戰將
藍綠兩軍為敵對的兩派人馬，影射台灣政治的泛藍、泛綠陣營。本作中藍綠兩軍為了爭奪六都的好感而使出各種招數，事實上爭奪六都只是幌子，他們實際的目的在於獲得錢與選票。藍綠兩方的候選人均以各類怪獸登場
，但也有部分角色是以人形呈現。
註：以下角色部分帶有漫畫中官方設定的外號，【】內則為角色影射的現實人物。

#### 藍軍
櫻玖 【馬英九】
藍軍的領導人，有點天然呆的少女。
愛新覺羅 【金溥聰】
藍軍的重要人物，比起櫻玖似乎更像藍軍的決策者。
赤紅神豚 【連勝文】
藍軍神獸之一，山豬造型，負責爭奪台北市。
神倫太子【朱立倫】
藍軍成員，少數以人形登場的角色，負責爭取新北市，新北市的家教。
合體五羊 【吳志揚】
藍軍神獸之一，五隻綿羊的造型，桃園的寵物。
千年強章【胡志強】
藍軍神獸之一，章魚造型，台中的寵物。
雙雙【黃秀霜】
負責爭取台南市，實際上角色從未出場，僅出現一面僅有人影，沒有人像的「角色看板」（暗諷黃秀霜知名度不高），甚至在本漫畫出書時，「角色看板」還不偏不倚被一併印刷上去的商品條碼給遮住。
洨巨人【楊秋興】
藍軍成員，原為綠軍一員，敗給友好珍獸後轉投藍軍。負責爭取高雄市。

#### 綠軍
櫻文 【蔡英文】
綠軍的領導人，理性的眼鏡娘。外型與蔡英文的本尊較接近。
柯柯巨猿 【柯文哲】
綠軍神獸之一，猿猴外型，不願加入綠軍，協調後代表綠軍爭取台北。
五府神牛【游錫堃】
綠軍神獸之一，水牛外型，負責新北市。
桃園都督 【鄭文燦】
綠軍成員，負責爭奪桃園。
中路蛟龍【林佳龍】
綠軍神獸之一，為台中後來帶回的寵物。
大澤賴神【賴清德】
綠軍成員，以人形登場，負責台南市，台南對他頗具好感。
友好珍獸【陳菊】
綠軍神獸之一，造型取自超人力霸王中的友好珍獸皮古蒙。負責爭取高雄市。

### 其他
丁丁【丁守中】
藍軍一員，於北市初選敗給赤紅神豚。
臺灣熊哥 【沈富雄】
台北市的前任家庭醫師，曾打算爭取台北市但中途退出。
周武松 【周錫瑋】
新北市的前任家教。
友誼岩人 【侯友宜】
藍軍成員，負責在新北市家拆違建。
【蔣經國】
實際上本名未出現，但外型與蔣經國相同。於卷末出場，教導藍綠雙方六都爭霸的真諦：「六都所擁有的是自然的魅力，而不是用來造成對立、或是傷害彼此的力量」。

## 續集
2022年底，以2022年中華民國直轄市長及縣市長選舉為主軸的續集《六都爭霸2022》出版。《六都爭霸2022》延續了前作世界觀設定，將臺灣各縣市擬人化，每個地方的靈魂與生命會化作各自的「土地精靈」。較為不同的是，續作中的候選人均改以人類的形象呈現。此外劇中融入了許多時事，例如2019年起爆發的嚴重特殊傳染性肺炎臺灣疫情。

## 外部連結
- （繁體中文）六都爭霸2022作品官方網站 （页面存档备份，存于）
- （繁體中文）六都爭霸作品官方網站 （页面存档备份，存于）
- （繁體中文）六都爭霸~台灣縣市攻略物語 - aniarc news 動漫新聞
- （日語） 台湾の都市や政治家をパロディーにした漫画が出版 （页面存档备份，存于）
- （繁體中文）六都爭霸：台灣縣市攻略物語 - CCC創作集 （页面存档备份，存于）